# 디센던츠 (영화)
《디센던츠》(영어: Descendants)는 2015년 7월 31일 공개된 미국의 텔레비전 영화이다. 도브 캐머런, 소피아 카슨, 부부 스튜어트, 캐머런 보이스가 출연하며 각각 말레피센트, 이블 퀸, 자파, 크루엘라 데 빌등의 10대 자녀들을 연기한다.

## 출연

### 주연
- 도브 카메론  말 역
- 캐머런 보이스  카를로스 역
- 부부 스튜어트  제이 역
- 소피아 카슨  이비 역

### 조연
- 미첼 호프
- 멜라니 팩슨
- 브렌나 디 아미코
- 사라 제프리
- 제디디아 구데이커
- 다이앤 돈
- 댄 페인
- 키건 코너 트레이시
- 웬디 라퀠 로빈슨
- 마즈 조브라니
- 캐시 나지미
- 크리스틴 체노웨스
- 스테파니 베넷

## 기타
- 제작총괄: 케니 오르테가